# Tebeosfera

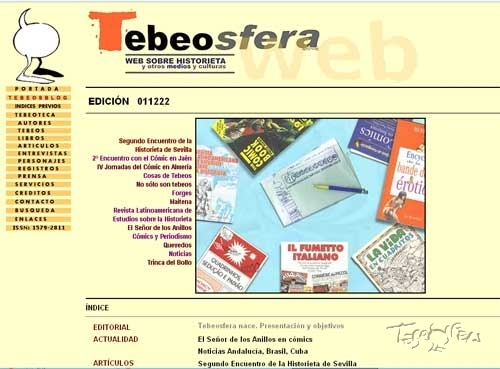
Portada del primer número de Tebeosfera 1a. època (2001).

Tebeosfera és una publicació electrònica periòdica amb més de 2000 textos publicats, dedicada a l'estudi dels mitjans vinculats a la cultura popular gràfica, tals com el còmic i l'humor gràfic, la il·lustració, la novel·la popular, el cinema o els jocs. El seu creador i director és Manuel Barrero, el seu sotsdirector és Javier Alcázar i el coordinador editorial és Félix López, encara que els continguts són mantinguts per un ampli grup de documentalistes, investigadors, catalogadors, teòrics i col·leccionistes autodenominats "tebeditors" (tebeditores a l'original). La publicació utilitza revisió per experts cega i anònima, compta amb comitè científic i està indexada per Latindex, DOAJ REDIB, DRJI i ERIH PLUS, amb un ICDS de 4.3 registrat per MIAR. El seu ISSN és 1579-2811.

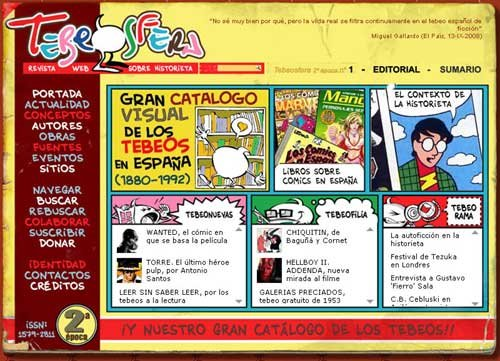
Portada del número 0 de la 2a. època (2008).

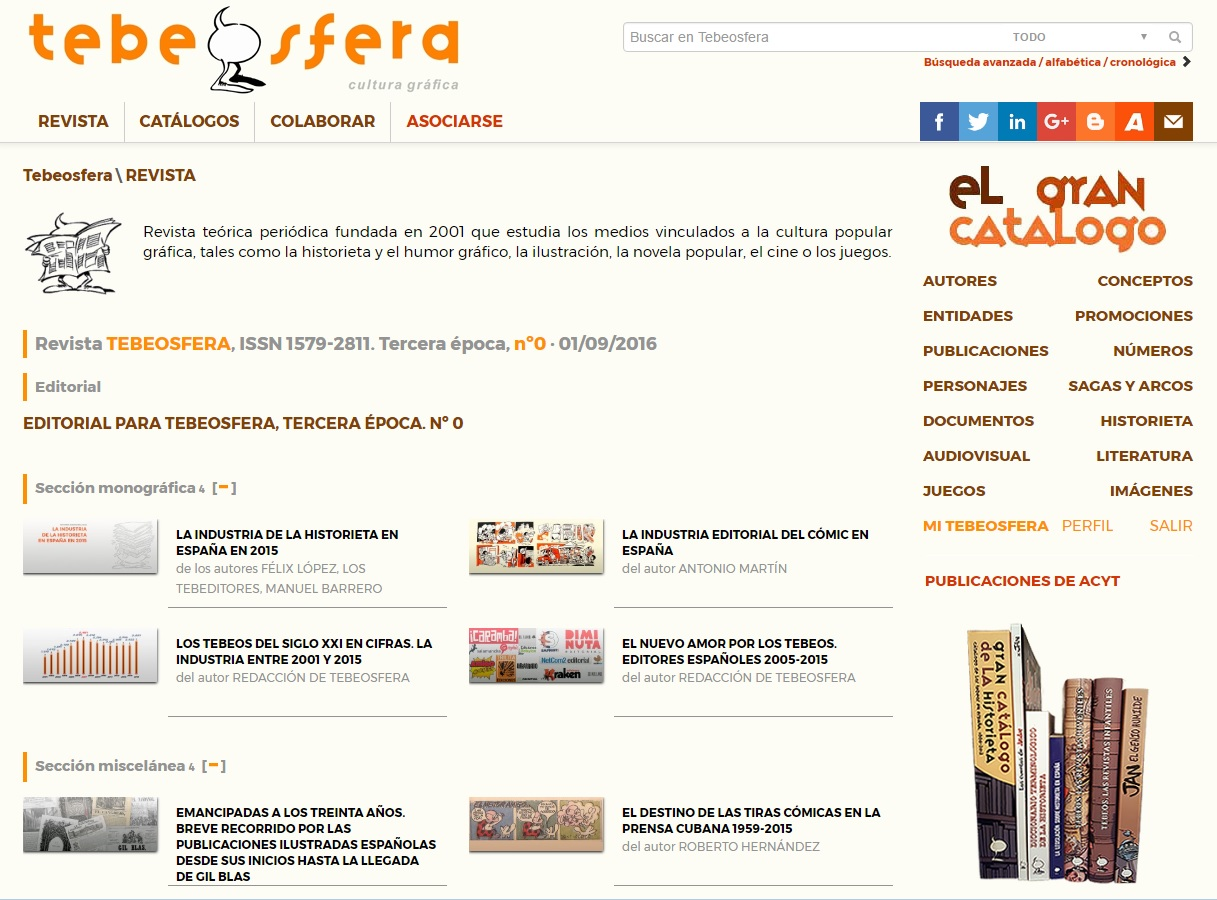
Portada del número 0 de la tercera època de la revista web Tebeosfera (2016).

## Trajectòria
La seva primera edició data del 22 de desembre de 2001, constant en la seva primera època de 19 números, el darrer datat el 30 de desembre de 2005. El 2006 Astiberri Edicions publica un llibre de 304 pàgines titulat Tebeosfera, recopilant assajos publicats prèviament a la web, acompanyat d'altres inèdits, escrits per a l'ocasió.
El 4 de juliol de 2008 va iniciar una segona època, de la qual van aparèixer 14 números, transformant-se també en una base de dades sobre el mitjà anomenada Gran catálogo de la historieta, cobrint inicialment el període 1880-1992 i que posteriorment es va ampliar, actualitzant-se actualment de forma constant, amb més de 370.000 registres (29.000 col·leccions i 330.000 números catalogats publicats per més de 7.000 entitats i més de 27.000 autors), i més de 6.000 obres teòriques.
El 2009 Tebeosfera s'estableix com a associació cultural independent sense ànim de lucre amb el nom d'Asociación Cultural Tebeosfera (ACyT), amb l'objectiu de promoure l'estudi i la catalogació de la historieta, fent una crida a col·leccionistes, teòrics, aficionats i altres interessats perquè es sumin a la mateixa, associant-se, per continuar amb els treballs de recuperació del patrimoni del còmic del país.
El setembre de 2016, es presenta un nou disseny del lloc web Tebeosfera.com amb noves funcionalitats com l'apartat "Mi.Tebeosfera" que facilita la interacció amb altres usuaris i permet reunir col·leccions de còmics en línia; una millora del Gran Catàleg, que amplia el seu camp d'acció a altres mitjans afins de la cultura gràfica com la il·lustració, la novel·la popular, els jocs o el cinema; i també una nova etapa de la revista Tebeosfera, la seva tercera època, que apareixerà a partir d'aquest moment amb periodicitat trimestral, fins a l'any 2019, en què va canviar la seva periodicitat a quadrimestral.

## Premis
- Millor tasca de recerca. Humoràlia (2005).
- Premi a la millor tasca en favor de la historieta als XXXIII Premis Diario de Avisos (2009).[11]
- Millor tasca per a la historieta 2009. Saló Internacional del Còmic de Huelva (2010).
- Premio Oso a l'Entidad Apoyo al Cómic de l'Expocómic (2010).[12]
- Premi Imaginamálaga a la difusió del còmic a Andalusia (2011).[13]
- Primer Concurs de Blogs de Còmic de Getafe ESCOGE (2011).
- Premi de la AACE a la millor tasca en pro dels autors espanyols (2012).
- Premi a la millor tasca en favor de la historieta en els XXXVII Premis Diari d'Avisos (2013).[14]
- Premi a la divulgació del còmic 2017 de Splash. Festival del Còmic de la C.V.
- Premi Carlos Giménez al millor mitjà especialitzat a Heroes Comic Con Madrid 2019.[15]